# Swap (ekonomi)
Swap är en form av derivatinstrument som utgör ett avtal mellan två parter om att göra betalningar till varandra i framtiden i enlighet med vissa villkor, ofta med syfte att justera finansiell risk.  Ordet swap är engelska för byte och anger att avtalsparterna byter risker och betalningsströmmar med varandra.
En ränteswap innebär en överenskommelse mellan två aktörer om att under en bestämd tidsperiod utbyta ränteflöden. Exempelvis kan en aktör välja att betala en fast ränta i utbyte mot att erhålla rörliga räntebetalningar. Ett swapinstrument fungerar i praktiken som en portfölj bestående av terminskontrakt. I praktisk användning kan en ränteswap fungera som följer: ett företag har ett lån på totalt en miljon som löper med rörlig ränta. Företagets ledning skulle föredra att halva lånet istället löpte till fast ränta för att minska ränterisken. Ett alternativ till att lägga om själva lånet hos banken kan vara att ingå ett swapavtal där företaget betalar ett månatligt belopp som motsvarar en avtalad fast ränta på en halv miljon och istället erhåller rörlig ränta på samma underliggande belopp. Swapavtalet kan i många fall ingås med en annan part än banken som lämnat det ursprungliga lånet. Inga underliggande lånetransaktioner sker, utan endast ränteströmmar som om ett lån fanns. 
Swapavtal kan även tecknas för belopp i utländsk valuta (valutaswap) eller för betalningsströmmar beroende på andra variabla faktorer som råvarupriser.
Att ingå ett swapavtal är ofta kostnadsfritt vid teckningstillfället förutom eventuella uppläggnings- eller rådgivningsavgifter. Avtalsparterna förhandlar fram räntevillkoren där skillnaderna mellan den fasta och den variabla delen reflekterar priset på risk. En Swap får dock i allmänhet ett värde när avtalet börjat löpa och variationer i den rörliga delen ökar eller minskar värdet av den fasta delen. Den som swappat till sig rätten att erhålla en betalningsström baserat på fast ränta ser sin rättighet minska i värde om marknadsräntorna stiger och öka i värde om marknadsräntorna sjunker. 

## Swappar i Sverige
Ränteswappar med lång löptid som används i Sverige benämns internationellt IRS (Interest Rate Swap) och innebär byten av ränteflöden under flera år. Ränteswappar med kortare löptid har benämningen STINA (Tomorrow/Next Day STIBOR Swap). Ett STINA-kontrakt innebär en överenskommelse om att, under en löptid om högst ett år, betala eller erhålla skillnaden mellan en fast avtalad ränta och en över perioden variabel dagslåneränta. Tyvärr finns det ingen löpande statistik över omsättningen i ränteswappar tillgänglig.